# 尤度比検定
尤度比検定（ゆうどひけんてい、英: likelihood ratio test）とは、尤度比を検定統計量として用いる統計学的検定の総称である。
検定統計量とは検定に用いる統計量（標本データの関数）であり、その値が予め決めた有意水準より小さいならば帰無仮説を棄却する検定を行う。

## 尤度比による検定
単純二仮説の場合には尤度比検定は一様最強検出力検定となる（ネイマン・ピアソンの補題）。
一般の場合には、尤度比  Λ とは、帰無仮説が成り立つとした条件下での尤度関数の最大値を、その条件がない場合の尤度関数の最大値で割った比をいう。帰無仮説が成り立つとすると、普通の確率分布族に対して、 −2 log Λ が特に便利な漸近的分布となる。
統計モデルとして母数の決まった確率密度（または質量）関数族 fθ(x) を用い、帰無仮説として「母数 θ は母数空間Θの特定の部分集合 Θ0 に含まれる」とすることが多い。尤度比{\displaystyle \Lambda (x)}は L(θ) = L(θ| x) = p(x|θ) = fθ(x) で、x を特定の値（実際の測定データ）に固定した上での母数 θ の関数である。すなわち、
{\displaystyle \Lambda (x)={\frac {\sup\{\,L(\theta \mid x):\theta \in \Theta _{0}\,\}}{\sup\{\,L(\theta \mid x):\theta \in \Theta \,\}}}}
Z検定、F検定、ピアソンのカイ二乗検定、G検定 など多くの普通用いられる検定法は、尤度比の対数（対数尤度）を用いた検定、もしくはそれの近似とみることができる。
たとえば、帰無仮説が正しく、n 個の一連の独立な同じ分布に従う確率変数を観測するものとすれば、標本サイズ n を無限大にすれば検定統計量 −2 log Λ は漸近的にカイ二乗分布（その自由度は Θ と Θ0 の次元の差に等しい）となる。
このような近似はコンピュータがなかった時代には非常に有用であったが、現在は他の方法が正確で有用な場合もある。

## 例
ピアソンのカイ二乗検定を使って、2枚のコインで表が出る確率が同じかどうかを比較しよう。観察結果は分割表（行がコイン、列が表H・裏T）に書ける。表の要素は、その行のコインで表、裏が出た回数である。表の内容が観察 Xである。
|         | 表(H) | 裏(T) |
| コイン1 | k1H   | k1T   |
| コイン2 | k2H   | k2T   |

ここで ω は母数p1H 、p1T 、p2H およびp2T （コイン1(2)で表H(裏T)が出る確率）からなる。仮説空間H はpij ≥ 0、 pij ≤ 1 で piH + piT = 1 という分布の条件により定義される。帰無仮説 H0 は p1j = p2j となる部分空間である。（以上で i = 1,2 、 j = H,T ）
仮説と帰無仮説は望みの分布に合うように、対数尤度比に対する条件を満たす形で少し書き換えることができる。条件により2次元の H は1次元の H0 に減らされるから、検定に対応する漸近的分布は χ2(1)（自由度1の χ2 分布）となる。
一般の分割表では、対数尤度比統計量は次のように書ける：
{\displaystyle -2\log \Lambda =\sum _{i,j}k_{ij}\log {p_{ij} \over m_{ij}}}